# Meissen (Schiff, 1857)
Der Raddampfer Meissen wurde 1857 in der Schiffswerft Blasewitz gebaut. Das Schiff wurde unter dem Namen  Germania auf Kiel gelegt. Es ist das erste Schiff, das auf der Werft in Teilen gebaut wurde. Hersteller der Schiffsteile war die Schiffbauanstalt W. U. Pearce in Ludwigshafen.

## Die Zeit bis 1880

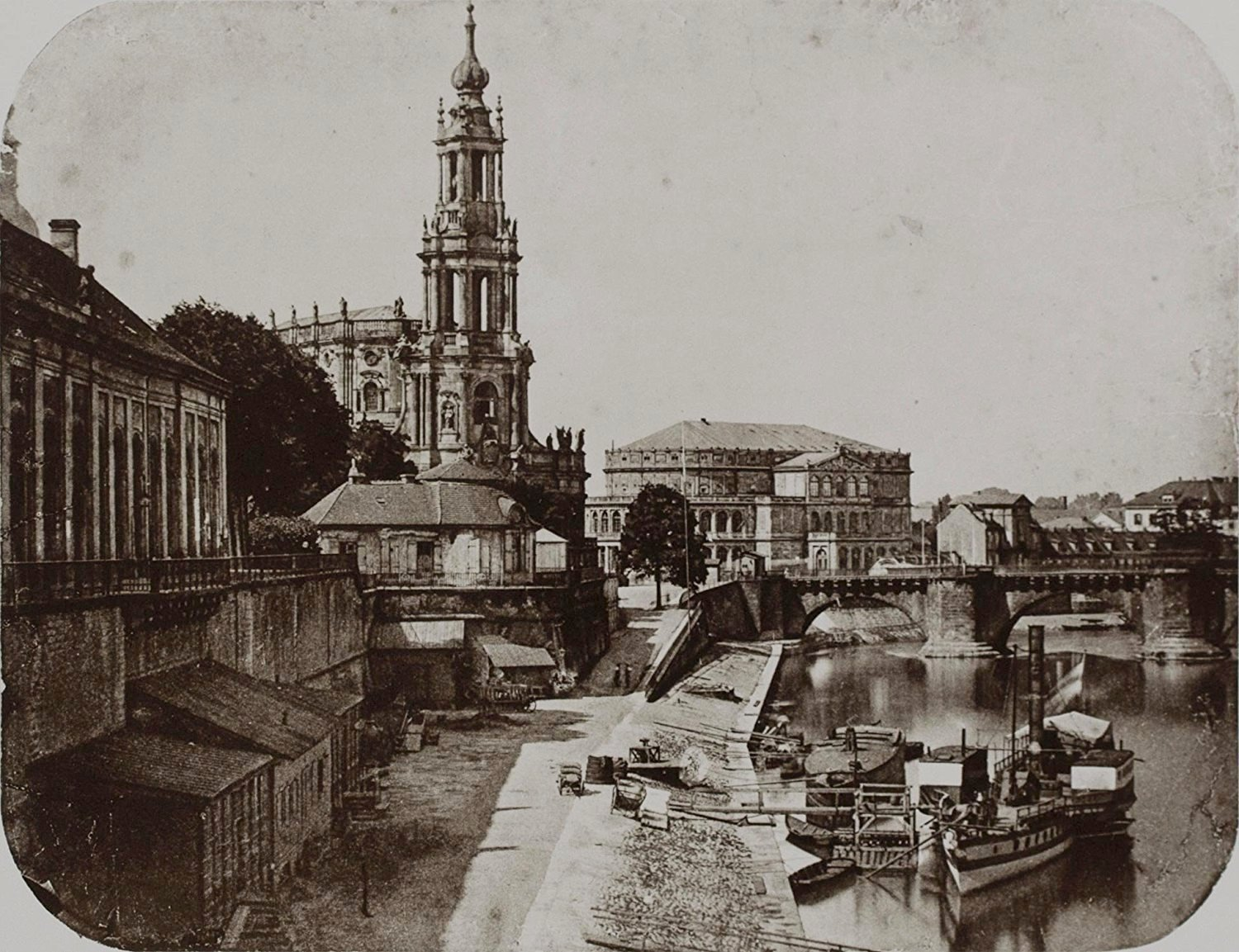
Die Germania an der Brühlschen Terrasse.

Nach der Indienststellung als Glattdeckdampfer fuhr das Schiff für die Vereinigte Sächsisch-Böhmische Dampfschiffahrt, die im März 1867 in die Sächsisch-Böhmische Dampfschiffahrts-Gesellschaft (SBDG) umgewandelt wurde. Das eiserne Schiff hatte einen hölzernen Schiffsboden, der 1871 erneuert wurde.
Um es dem Zugriff des Königreiches Preußen zu entziehen, wurde das Schiff im Preußisch-Österreichischen Krieg im Mai 1866 nach Theresienstadt verlegt.
Im Jahr 1873 erhielt es den Namen Meissen, um das in diesem Jahr in Dienst gestellte Schiff Germania nennen zu können. Im Jahr 1878 erhielt das Schiff einen neuen Zwei-Flammrohr-Kofferkessel der Prager Schiffs- und Maschinenbauanstalt Ruston & Co. Im Herbst 1880 wurde das Schiff außer Dienst gestellt und abgewrackt.

## Die Dampfmaschine
Die Dampfmaschine ist eine oszillierende Niederdruck-Zweizylinder-Zwillings-Dampfmaschine mit Einspritzkondensation mit einer Leistung von 110 PS. Gebaut wurde sie von der Fa. John Penn and Sons in Greenwich. Von dieser Firma stammte auch der Zwei-Flammrohr-Kofferkessel mit 2 bar Dampfdruck. Der Preis für Kessel und Maschine betrug 15.100 Taler. Den Kessel und die Maschine erhielt die 1881 gebaute Kronprinz Wilhelm.

## Kapitäne des Schiffes
- Carl Protze 1858–1865
- Carl August Lehmann 1866–1870
- Carl Gottlob Hamisch 1871–1873
- Heinrich Ehregott Müller 1874–1880